# Takata
Pour les articles homonymes, voir Takata (homonymie).
Takata Corporation (タカタ株式会社, Takata kabushiki gaisha) était un équipementier automobile japonais. Il est spécialisé dans les systèmes de sécurité et structures associées : coussins gonflables de sécurité (« airbags »), ceintures de sécurité, volants, protections pour enfants. Takata fut membre de l'association européenne des équipementiers automobiles, le CLEPA.
L'entreprise a fabriqué des millions d'airbags contenant des capsules métalliques explosives de nitrate d'ammonium, défectueuses, qui, depuis 2016, ont tué au moins seize personnes en France (dont quatorze en outre-mer, où l'humidité accélère la dégradation des capsules). Takata a été accusée d'avoir caché les résultats de tests de ses airbags pendant des années, ce qui a permis l'installation de près de 200 millions d'airbags dangereux dans les véhicules de nombreux pays, chez plus de trente constructeurs et dans des centaines de modèles de voitures. En 2017, Takata s'est déclaré en faillite après avoir été condamnée à verser une amende de plus d'un milliard de dollars. Ce scandale a été la cause du plus grand rappel de voitures jamais effectué.
En France, ces rappels ont été tardifs et incomplets, laissant en 2024 plus d'un demi-million de véhicules encore équipés de ces airbags dangereux.

## Histoire
Takata est fondée en 1933 dans la préfecture de Shiga, au Japon, par Takezo Takada pour produire des suspentes de parachute. Durant les années 1950, la compagnie se lance dans le développement des ceintures de sécurité pour automobiles qu'elle commercialise à partir des années 1960. Lors de ses recherches, Takata construit le premier banc d'essai de choc automobile au monde.
Durant les années 1970, elle met sur le marché un siège auto pour enfant. La décennie suivante, la compagnie devient Takata Corporation et commence à vendre ses ceintures dans les marchés nord-américains, coréens et irlandais. Dans les années suivantes, elle devient internationale. En 1995, Takata est au cœur d'un important rappel d'automobiles lié à la défaillance de ceintures de sécurité.
En 2000, Takata Corporation achète un compétiteur allemand, Petri AG, qui devient une filiale de la compagnie sous le nom de Takata-Petri, puis Takata AG en 2012. Cette filiale produit également des volants et des composants en plastique pour l'automobile et d'autres secteurs.

### Affaire des airbags défectueux
Selon les autorités américaines, l’équipementier nippon a, pendant plus d’une décennie, dissimulé l’existence d’un défaut majeur dans ses airbags : Takata utilisait un agent chimique, le nitrate d'ammonium contenu dans une capsule métallique de mauvaise qualité, pour gonfler les coussins de sécurité en cas de choc. Mais cette capsule pouvait se détériorer et exploser de façon impromptue et dangereuse voire mortelle après avoir été longtemps exposée à la chaleur ou à l'humidité, en projetant des fragments métalliques sur le conducteur ou le passager. Depuis 2013, une vingtaine de personnes ont péri à travers le monde dans des accidents de la route liés aux airbags de Takata, dont onze aux États-Unis. Cette affaire conduit l'agence de la sécurité routière américaine (NHTSA) à ordonner le rappel de 70 millions de ces airbags, qui ont été utilisés à grande échelle par de nombreux constructeurs.
En 2013 et 2014, Takata est une nouvelle fois la cause principale de rappel massif d'automobiles, de l'ordre de 16  à   20 millions de véhicules liés à des problèmes sur ses airbags. Ainsi en décembre 2014, FCA a fait un rappel de 3,3 millions de véhicules, juste après que Ford a, lui aussi, rappelé 450 000 véhicules. En novembre 2015, Honda annonce arrêter de se fournir chez Takata à la suite de cette affaire, qui a provoqué à ce moment-là huit morts. L'arrêt de cette collaboration fait suite à l'annonce de la condamnation de Takata à payer une amende d'au moins 70 millions de dollars dans ce cadre de cette affaire. Au total en 2015, on compterait près de 50 millions de véhicules rappelés dans le cadre de cet incident.
En mai 2016, l'autorité de régulation américaine NHTSA annonce que 35 à 40 millions de véhicules supplémentaires doivent être rappelés dans le cadre de cette affaire, faisant monter le nombre de rappel à 64 millions de véhicules rien que pour les États-Unis.
La défaillance de ces airbags est la cause de la mort de quinze personnes dans le monde dont onze aux États-Unis et plus de 100 blessés.
À la suite de cette annonce, des analystes s'inquiètent de l'avenir de l'entreprise. En mai 2016, le Japon demande un rappel de sept millions de véhicules supplémentaires, amenant le chiffre des rappels de véhicules dans cette affaire au Japon à 19,6 millions.
En septembre 2016, Takata est en discussion avec un équipementier canadien, Piston Group, pour lui vendre ses activités d'aménagement intérieur des véhicules, contenus dans sa filiale Irvin Automotive.
Début 2017, Takata contrôle un cinquième du marché mondial des ceintures de sécurité et airbags pour l'industrie automobile.

### 2017: faillite
En janvier 2017, Takata plaide coupable de fraude aux États-Unis et signe un accord avec l'autorité régulatrice américaine pour mettre fin à ses poursuites contre une amende d'un milliard de dollars.
Takata a déposé le bilan le 26 juin 2017 et la société a conclu un accord de reprise par l'équipementier américain Joyson Safety Systems (en) contre 1,4 milliard d'euros,. En 2021, la NHTSA a ordonné aux constructeurs automobiles Ford et Mazda de rappeler près de trois millions de véhicules en raison de leurs airbags défectueux fabriqués par Takata ; en septembre 2021, la NHTSA ouvre « une enquête sur 30 millions de véhicules produits entre 2001 et 2019 par près d'une vingtaine de constructeurs automobiles ».

### Depuis 2017: suite de l'affaire des airbags défectueux
En septembre 2020, le groupe Stellantis réalise un premier rappel concernant une défectuosité des airbags de marque Takata. L’affaire revient sur le devant de la scène en décembre 2023 puis en avril 2024 avec de nouveaux rappels. Au total, plus de 600 000 voitures doivent repasser à l’atelier, principalement des C3 II et DS 3 I.
L'Europe n'est initialement pas supposée être concernée car le problème est identifié dans les usines américaines et non dans les usines européennes. L'Europe continentale n'a pas été la première concernée car le problème se pose d'abord dans les territoires où le climat est plus propice aux défectuosités de ces airbags (États-Unis, Malaisie, etc.). En France, en une huitaine d'années, quinze personnes sont décédées, dont quatorze en Outre-Mer. Une centaine de marques automobiles ont été concernées en France et en Europe ; elles ont commencé leurs vagues de rappels dans les régions les plus exposées : Outre-mer, Sud de l'Europe, Sud de la France métropolitaine (notamment le Pays basque), etc.
Le nombre de cas documentés de morts par explosion de cartouche d'airbag était de 24 au moins, selon une étude de D. C. de Viano. 
De premiers cas de morts par explosion de cartouche d'airbag Takata en Chine ont été décrits en 2024. Dans certains pays (Chine, Corée, Japon, Australie), des mesures de rappel ont été imposées aux constructeurs.
En février 2025, 2,3 millions d'airbags sont encore estimés défectueux pour le seul territoire français et doivent engendrer des remplacements massifs en raison de leur dangerosité. Volkswagen, concerné, a même demandé à 250 000 clients un stop drive car conduire leur voiture serait devenu trop dangereux. En avril 2025, c'est au tour de Toyota et Mercedes-Benz de demander un stop drive à des milliers de véhicules français afin de changer les airbags défectueux. À la suite d'un nouvel accident mortel (conductrice de 36 ans tuée par l'explosion de son airbag le 11 juin 2025 à Reims) et à d'autres accidents similaires, le 24 juin 2025, le ministère des Transports ordonne l'immobilisation de 800 000 véhicules supplémentaires défectueux, portant à 1,7 million le nombre total de véhicules interdits de circuler en France pour ce motif. Parallèlement, 600 000 véhicules supplémentaires doivent être rappelés (sans obligation d'immobilisation immédiate), portant le nombre total de véhicule devant être rappelés à 2,5 millions. Le ministre des Transports (Philippe Tabarot) a annoncé un futur arrêté qui garantira aux automobilistes concernés un véhicule de remplacement ou une prise en charge de location. 

Une mission d’inspection, lancée en février 2025, doit prochainement rendre ses conclusions dans l'année, et une information judiciaire a été ouverte en avril pour centraliser les enquêtes liées aux décès causés par explosions de cartouches d'airbags,.
Pour rappel, tout véhicule envoyé à la casse pour être recyclé doit passer par un centre VHU agréé (Véhicule Hors d'Usage), où la réglementation (européenne et française notamment) imposent de neutraliser tous les composants dangereux : les airbags doivent être identifiés (code barre), stockés dans un contenant adapté puis envoyés vers un centre agréé, accompagnés d’un bordereau de suivi des déchets avant délivrance d’un certificat de destruction (déclenchée de manière contrôlée) avant toute opération de compactage ou de broyage du véhicule. Cependant, il ne semble pas y avoir de traçabilité publique systématique sur le traitement des airbags dans les casses de véhicules. Un recyclage en produits de bagagerie est possible.